# デイヴ・ローソン
デイヴ・ローソン（Dave Lawson、1945年4月25日 - 、イングランド・ハンプシャー州アルトン生まれ）は、1970年代にイングランドのプログレッシブ・ロック・バンド、グリーンスレイドのメンバーを務めたキーボード奏者にして現代作曲家である。

## 略歴

### 初期とグリーンスレイド
1970年代、ローソンは1972年の秋に結成されたイングランドのプログレッシブ・ロック・バンドであるグリーンスレイドのメンバーを務めた。彼らは、デイヴ・グリーンスレイド（キーボード）、トニー・リーヴス（ベース、コントラバス）、アンドリュー・マカロック（ドラム、パーカッション）、ローソン（キーボード、ボーカル）というラインナップで、1972年11月にフランクフルトのズーム・クラブでライブ・デビューした。
バンドは4枚のスタジオ・アルバムを録音した：
- 『グリーンスレイド』 - Greenslade (1973年)
- 『ベッドサイド・マナーズ・アー・エクストラ』 - Bedside Manners Are Extra (1973年)
- 『スパイグラス・ゲスト』 - Spyglass Guest (1974年) ※全英34位[3]
- 『タイム&タイド』 - Time And Tide (1975年)

バンドにおいて、ローソンはデイヴ・グリーンスレイドと作曲の大部分を共有し、ほとんどのグリーンスレイドの音楽に歌詞を書いたが、彼自身の音楽にも貢献した。デイヴ・グリーンスレイドがハモンドオルガン、メロトロン、ピアノを好んだのとは対照的に、ローソンはアナログ・シンセサイザーのパイオニアであることがその演奏から証明された。
バンドはマネージメント上の問題により、1976年初めに解散を発表。その後、ローソンがセッション・ミュージシャンとして働くようになったのは、ロイ・ハーパーや、後にスタックリッジとツアーを行うようになる前のことだった。スタックリッジに関しては、1976年に発表したアルバム『ミスター・ミック』にも参加している。1970年代後半、デヴィッド・ベッドフォードの『天上の神話』をBBCで生放送する際にメロトロンを演奏した。彼はディープ・パープルを脱退したばかりのイアン・ギランのバンドに招待されたが、辞退しなければならなかった。また、XYZという名前のプロジェクトで、ジミー・ペイジ、イエスを休業していたクリス・スクワイアとアラン・ホワイトと一緒にレコーディングを行った。ローソンはカーヴド・エアとも共演し、1982年にはビル・ワイマンとのレコーディング中にフォリナーとの共演にも招かれた。

### 後年
ローソンは映画『地球に落ちて来た男』（1976年）のサウンドトラックで演奏し、後に映画『スター・ウォーズ』（1977年）、『スーパーマン』（1978年）、『フューリー』（1978年）のために、ジョン・ウィリアムズとロンドン交響楽団と一緒に演奏した。『スター・ウォーズ』では、ローソンがアープ2600を演奏している、有名なタトゥイーンの酒場のシーンにおける電気チューバの音を想起させる音楽を聞くことができる。彼はペギー・リー、ビング・クロスビー、フレッド・アステアのセッション・ミュージシャンを務めた。ローソンは、ジョージ・フェントン、ジョン・ウィリアムズ、トレヴァー・ジョーンズなどのハリウッド映画音楽家の音楽アソシエイト、パフォーマー、プログラマーとして働いてきた。彼はまた、多くの成功した長編映画やテレビ番組のために作曲を行った。
彼は、長編映画の『エンゼル・ハート』や『ミシシッピー・バーニング』などのいわゆる「フュージョン・スコア」に関する作品で特に注目されている。彼はまた、スティーヴン・スピルバーグ製作の『恐竜大行進』や、ケネス・ブラナーの『フランケンシュタイン』にも取り組んだ。それぞれが音響監督組合協会からゴールデン・リール賞を受賞している。
1988年から1989年にかけて、BBCのドラマ・シリーズ『The Paradise Club』のテーマ音楽を作曲した。この音楽は、後にサウンドトラック・アルバムとして発表され、スタン・トレイシー・ビッグ・バンド、カーメル、スネイク・デイヴィスなどが参加した。
ローソンは多くの映画や、ブリティッシュ・ガス、ココ・ポップス、フィリップス、ルコックスポルティフ、バーズ・カスタード、ブラウン、ブルーバンド、ブリタニア、フィリップモリス、アキュリスト、アタリ、ディクセル、デュラックス、ロキシー、ミントガード、ボンジュール、エラーマンズ、ウィルキンソン・ソード、フォスター・グラント、アルパイン、ウォッシュン・ダイ、アークティック・ライト、イヴ・サン＝ローランなどを含むテレビ広告の音楽を単独で作曲、またはロニー・ボンド、デビッド・ダンダスとともに共同で作曲した。

## 現在の活動
ローソンは現在、ヨーロッパで最大とされる個人所有のシンクラヴィアおよびシンセサイザー・システムの1つを備えた大規模なサウンドデザイン・スタジオを所有している。

## ディスコグラフィ

### 参加アルバム
- ウェブ : 『アイ・スパイダー』 - I Spider (1970年)
- サムライ : 『サムライ』 - Samurai (1971年)
- グリーンスレイド : 『グリーンスレイド』 - Greenslade (1973年)
- グリーンスレイド : 『ベッドサイド・マナーズ・アー・エクストラ』 - Bedside Manners Are Extra (1973年)
- Various Artists : 『'73 レディング・フェスティヴァル』 - Reading Festival 1973 (1973年) ※グリーンスレイドで1曲収録、GML Records 1008
- グリーンスレイド : 『スパイグラス・ゲスト』 - Spyglass Guest (1974年)
- グリーンスレイド : 『タイム&タイド』 - Time And Tide (1975年)
- スタックリッジ : 『ミスター・ミック』 - Mr. Mick (1976年)
- サリー・オールドフィールド : 『ウォーター・ベアラー』 - Water Bearer (1978年)
- シャドウズ : 『カラフルシャドウズ』 - String of Hits (1979年)
- Alan Hawkshaw / Brian Bennett / Dave Lawson : Music Machine (1981年)
- Dave Lawson / John Cameron : Current Affairs (1981年)
- Dave Lawson / Snake Davis and the Charmers / Carmel / Stan Tracey Big Band & others The Paradise Club (1989年) ※6曲参加 (BBCサウンドトラック・アルバム、REB 764)
- グリーンスレイド : Shades of Green (1972–75) (1997年) ※コンピレーション
- グリーンスレイド : 『ライヴ’73-’75』 - Live (2000年)
- グリーンスレイド : Feathered Friends (2006年) ※コンピレーション
- グリーンスレイド : 『ライヴ・イン・ストックホルム 1975』 - Live In Stockholm – March 10th 1975 (2013年)

### シングル
- グリーンスレイド : "Temple Song" / "An English Western" (1973年、Warner Bros.)